# Canyon di Rugova
Canyon di Rugova noto anche come Gola di Rugova (in albanese Gryka e Rugovës, in serbo Руговска клисура/Rugovska klisura) è un canyon fluviale situato a Peja nel Kosovo occidentale, nelle Alpi Albanesi, nei pressi del confine con il Montenegro. Con una lunghezza di 25 km (16 mi) e una profondità che raggiunge i 1.000 metri, Rugova è considerato uno dei canyon più lunghi e profondi d'Europa. È stato scolpito dall'erosione dell'acqua e dal ritiro del ghiacciaio Peja. Il fiume Lumbardhi i Pejës attraversa il canyon.
Nel 1985, il Canyon Rugova è stato dichiarato monumento protetto del patrimonio naturale per i suoi valori geologici, idrologici, speleologici e botanici, nonché per il suo paesaggio spettacolare.

## Geografia

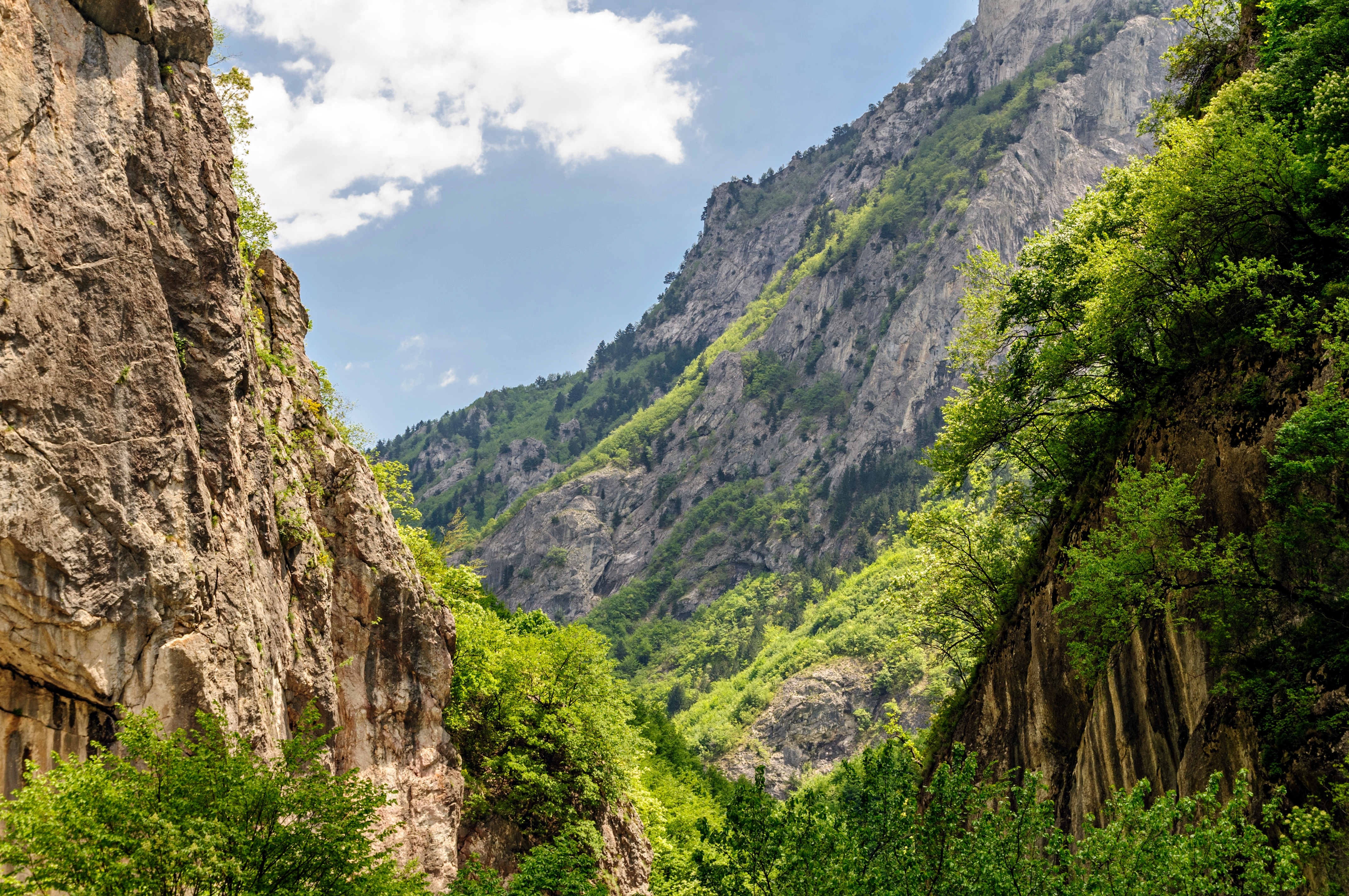
Il canyon di Rugova.

Il canyon inizia a restringersi a circa 3 chilometri da Peja e continua a restringersi per i successivi 6 chilometri, creando una ripida valle valle attraverso la quale scorre il fiume Peja Bistrica. Si restringe nuovamente in un passaggio stretto lungo la strada occidentale della regione che collega il Kosovo con il Montenegro. La profondità media della valle è di 650–1000 metri. Durante i mesi estivi, il canyon è abitato sia sul lato est che sul late ovest.
Nel Canyon di Rugova si possono ammirare diverse cascate e numerose sorgenti d'acqua, tra qui Uji i Zi (Acqua Nera) e Kroi i km-5 (Sorgente del 5° Km). Al sesto chilometro del canyon si trova una cascata alta 25 metri (82 piedi) che sgorga dalle scogliere sul lato meridionale, precipitando verso il fiume. All'interno del canyon sono presenti numerose centinaia di grotte, la maggior parte delle quali ancora non esplorate. Tra le più famose vi sono Gryka e Madhe (il sistema di grotte del Grande Canyon, con circa 11 km esplorati), Shpella e Karamakazit (la grotta delle Forbici Nere) e Shpella e Kallabes (la grotta Kallaba, dove sono stati ritrovati resti archeologici di antichi esseri umani). Un ponte ad arco ben noto collega il canyon, di fronte al quale si trova una roccia con un disegno di un atleta, considerato risalente al periodo pelasgico.

### Grotta Gryka e Madhe
La Gryka e Madhe (Grotta del Grande Canyon) si trova nell'ottavo chilometro del Canyon Rugova, sul lato sinistro, a circa 60 m sopra il fiume Lumbardhi, ad un'altitudine di 637 m.
L'esplorazione di questa grotta ha avuto inizio nel 1993, quando è stata scoperta da speleologi slovacchi in viaggio verso la Macedonia attraverso il canyon Rugova. Tuttavia, la grotta era già conosciuta agli abitanti locali da molto tempo. È stato identificato che i corridoi della grotta hanno un profilo ovale e presentano le caratteristiche di un canyon sotterraneo continuo con pareti alte. I livelli superiori della grotta non mostrano sedimenti, mentre quelli inferiori contengono grandi rocce di forma circolare. Finora sono stati esplorati cinque livelli della grotta. Il primo è situato al livello del fiume, ed è profondo 66 metri dalla sua apertura. A questo livello sono stati individuati sedimenti di colore differente. A causa del terreno accidentato e dell'alto rischio per le persone all'interno, la grotta viene raramente visitata ed è in buone condizioni. Diversi team di esperti provenienti dalla Slovacchia, dalla Bulgaria, dalla ONG "Aragoniti" e dal KEPA hanno studiato la grotta.

## Attrazioni
Il Rugova Canyon offre grandi opportunità per escursionisti, scalatori ed esploratori di grotte. È stata realizzata una "Via Ferrata", denominata "Via del Ferro". È il primo e l'unico nei Balcani e consente agli escursionisti di arrampicarsi sulle rocce. All'ingresso del canyon si trova il Monastero patriarcale di Peć, sede storica e spirituale della Chiesa ortodossa serba.